# Hylomyscus alleni
Hylomyscus alleni — вид гризунів родини мишевих (Muridae). Його батьківщиною є Західна і Центральна Африка, де він широко розповсюджений. Зустрічається в листяних лісах.

## Морфологічна характеристика
Це дрібний гризун з довжиною голови й тулуба від 67 до 96 мм, довжиною хвоста від 101 до 152 мм, довжиною лапи від 15,1 до 19,9 мм, довжиною вух від 10, 3 до 17,3 мм і вагою 30 грамів. Верх буро-чорний, черевна частина сіра. Задня частина ніг покрита дрібними чорнуватими волосками, а пальці ніг білі. Вуха порівняно невеликі і дрібно вкриті дрібними волосками. Хвіст довший за голову й тулуб і вкритий дрібними волосками.

## Поведінка
Це деревний і нічний вид.